# Ígor Guberman
Ígor Guberman (hebreu: איגור גוברמן)  (Khàrkiv, 7 de juliol de 1936), nom complet amb patronímic Ígor Mirónovitx Guberman, rus: И́горь Миро́нович Губерма́н  ˈiɡərʲ mʲɪˈronəvʲɪtɕ ɡʊbʲɪrˈman (?·pàg.), hebreu: איגור מירונוביץ' גוברמן‎, és un escriptor i poeta israelià jueu que escriu en rus.
La seva poesia ha rebut una gran aclamació principalment a causa dels seus quartets aforístics i satírics que anomena "gariki", rus: гарики (singular: "garik", rus: гарик, que també és la forma diminutiva del nom de l'autor, Ígor).Aquests poemes breus (originalment Guberman els anomenava "dazibao jueu") sempre presenten un esquema de rima A-B-A-B, utilitzen diversos patrons de mètrica, i tracten una àmplia gamma de temes, com ara l'antisemitisme, la vida dels immigrants, el sentiment antireligiós i la relació d'amor-odi de l'autor amb Rússia.

## Biografia
Ígor Guberman va néixer a Khàrkiv el 7 de juliol de 1936. Després de l'escola secundària, va ingressar a la Universitat Estatal d'Enginyeria de Ferrocarrils de Moscou (MIIT)on, a diferència de les universitats russes més prestigioses, no hi havia una quota màxima per als jueus. El 1958 es va graduar al MIIT amb un diploma en enginyer elèctric. Durant diversos anys va treballar en la seva especialitat, mentre estudiava literatura.. Cap al final de la dècada del 1950, va conèixer n'Aleksandr Guínzburg, que publicava Sintaksi, un dels primers periòdics samizdat, així com a altres filòsofs, escriptors i artistes clandestins. Va escriure llibres de divulgació científica, però es va manifestar cada vegada més activament com a poeta dissident. En la seva obra "no oficial" utilitzava pseudònims, per exemple, I. Mirónov.
El 1979, Guberman va ser arrestat sota una acusació inventada(compra d'icones robades) i condemnat a cinc anys de presó. En no voler un procés polític innecessari, les autoritats van jutjar Guberman com a delinqüent comú, segons l'article sobre l'especulació.
Va acabar en un camp de treballs forçats, on escrivia diaris personals. Aleshores, ja durant el període d’exili, a partir d’aquests diaris, va escriure el llibre Passejades pels barracons, rus: Прогулки вокруг барака, Progulki vokrug baraka (escrit el 1980, publicat el 1988). El 1984 va tornar de Sibèria. Durant molt de temps no vaig poder registrar-se a la ciutat i aconseguir feina.
El 1987, Guberman va emigrar de l'URSS i des del 1988 viu a Jerusalem. Visita Rússia amb força freqüència per assistir a lectures de poesia. Guberman han venut centenars de milers d’exemplars dels seus llibres a Rússia i en països amb comunitats d’immigrants russos, amb els quals sempre són populars.